# Mesochorus cupreatus
Mesochorus cupreatus är en stekelart som beskrevs av Dasch 1971. Mesochorus cupreatus ingår i släktet Mesochorus och familjen brokparasitsteklar. Inga underarter finns listade i Catalogue of Life.